# Диллеи, Бруно
Бруно Диллеи (нем. Bruno Dilley; 29 августа 1913, Гумбиннен, Восточная Пруссия, Германская империя — 31 августа 1968, Ландсберг-ам-Лех, ФРГ) — немецкий лётчик штурмовой авиации Люфтваффе времён Второй мировой войны. Совершил около 700 боевых вылетов. Диллеи вошёл в историю, как пилот Люфтваффе, сбросивший первую бомбу во Второй мировой войне. Награждён Рыцарским крестом Железного креста с Дубовыми листьями.

## Биография
Бруно Диллеи родился 29 августа 1913 года в городе Гумбиннен в Восточной Пруссии. Окончив гимназию, Бруно поступил в высшую школу полиции города Потсдама. В 1935 году он перевёлся в звании лейтенанта в Люфтваффе. В августе 1938 года был назначен командиром в штурмовой авиагруппе 3./Sch.Gr.10, летал на биплане Hs-123. В ноябре 1938 года обер-лейтенант Диллеи был назначен командиром 3./StG160, начал летать на пикирующем бомбардировщике Ju-87B. Бортрадистом-стрелком Диллеи стал обер-фельдфебель Эрнст Катхер, с которым он будет летать всю войну.
Первый боевой вылет во Второй мировой войне Диллеи совершил в 04:26 1 сентября 1939 года. Целью его звена из трёх пикировщиков Ju-87B были польские пункты управления, расположенные на железнодорожной станции Диршау (Тчев). Перед пилотами стояла задача уничтожить управляющие кабели, протянутые поляками от Диршау к стратегически важному мосту через Вислу, который соединял Восточную Пруссию с остальной территорией Рейха. По плану немецкого командования внезапный налёт должен был помешать полякам взорвать мост в первые минуты войны. Затем к мосту должна была прибыть наземная штурмовая группа и взять его под контроль. Спустя 8 минут после вылета «Штуки» вышли к Тчеву и сбросили бомбы на свои цели. Пункты управления взрывом были уничтожены, электрические кабели повреждены и перерезаны. Однако, несмотря на успешное выполнение задания, польские сапёры всё же успели взорвать мост. Таким образом, лётчики Диллеи, Гренцель и Шиллер стали первыми пилотами Люфтваффе, совершившими боевую атаку в ходе Второй мировой войны. Всего в Польше Диллеи совершил 24 боевых вылета.
В апреле-мае 1940 года Бруно Диллеи принимал участие в боевых действиях в Норвегии, в июне — во Франции. 13 августа во время атаки на английские корабли в Ла-Манше его Ju 87 был серьёзно повреждён.
В декабре 1940 года его I./StG1 была переброшена на аэродром Трапани на Сицилии. В январе 1941 года Диллеи совершил первый вылет над Мальтой.
26 марта 1941 года самолёты штурмовой бригады StG1 были переброшены на Балканы. 7 апреля был подбит над Македонией. Совершив вынужденную посадку на вражеской территории, Диллеи и Катхеру удалось через несколько дней выйти к позициям немецких войск. С 19 мая 1941 года служил в Ливии.
16 октября 1941 года гауптман Диллеи был назначен на должность командира I./StG2 «Иммельман». 12 февраля 1942 года подбитый самолёт Диллеи совершил вынужденную посадку за линией фронта в районе Старой Руссы. Вместе со своим стрелком Эрнсто Катхером Диллеи в течение трёх суток по морозу добирались до расположения своих войск.
4 июня 1942 года гауптман Диллеи после 325 боевых вылетов был награждён Рыцарским Крестом. В ходе боёв в СССР зимой 1942—1943 годов Диллеи был сбит ещё три раза, но всегда возвращался вместе с Катхером обратно в строй. После 600 боевых вылетов 12 января 1943 года Бруно Диллеи был награждён Рыцарским крестом Железного креста с Дубовыми листьями. 23 апреля 1943 года его Ju-87D снова был сбит над Керченским полуостровом. Диллеи и Катхер выпрыгнули на парашютах, им удалось не попасть в плен и вернуться к своим.
1 сентября 1943 года майор Диллеи был назначен командиром StG101. В октябре 1943 года назначен командиром лётной школы в Меце, после не принимал непосредственного участия в боях.
В 1956 году Диллеи вступил в только что созданное Бундеслюфтваффе. Был начальником авиашколы в Ландсберге, затем — командиром оборонительного района в Реутлингене. Бруно Диллеи скончался 31 августа 1968 года.

## Награды
- Авиационные планки Люфтваффе:
  - 1-й степени (золотой цвет) — 16 июня 1941 года
- Почётный Кубок Люфтваффе — 13 июня 1941 года
- Железный крест:
  - 2-го класса — 20 сентября 1939 года
  - 1-го класса — 5 мая 1940 года
- Щит «Нарвик» — 30 января 1941 года
- Серебряная Медаль «За воинскую доблесть»
- Немецкий крест в Золоте — 15 декабря 1941 года
- Рыцарский крест Железного креста — 4 июня 1942 года
  - Рыцарский крест с Дубовыми листьями — 8 января 1943 года

## Комментарии
1. ↑  1 мая 1939 г. эскадра была переименована в StG1, в 1943 г. 1-я эскадра пикирующих бомбардировщиков была переименована в 1-ю эскадру непосредственной поддержки войск, сокращённо SG1.
2. ↑  Температура воздуха в эти дни опустилась до -25°С[5].
3. ↑  Сформирована 8 декабря 1942 г. в Вертхейме на основе 1-й авиашколы штурмовой авиации. 18 октября 1943 года переименована в SG103.